# Liptovská Sielnica
Liptovská Sielnica este o comună slovacă, aflată în districtul Liptovský Mikuláš din regiunea Žilina. Localitatea se află la altitudinea de 574 m deasupra n.m., se întinde pe o suprafață de 17,24 km2 și în 2017 număra 594 de locuitori.

## Istoric
Localitatea Liptovská Sielnica este atestată documentar din 1256.

## Demografie
| An:                | 1994 | 2004    | 2014   | 2024   |
| ------------------ | ---- | ------- | ------ | ------ |
| Număr de persoane: | 440  | 609     | 607    | 589    |
| Diferență:         |      | +38,40% | −0,32% | −2,96% |

| An:                | 2023 | 2024   |
| ------------------ | ---- | ------ |
| Număr de persoane: | 603  | 589    |
| Diferență:         |      | −2,32% |